# Bounty (stéréotype)
Pour les articles homonymes, voir Bounty.

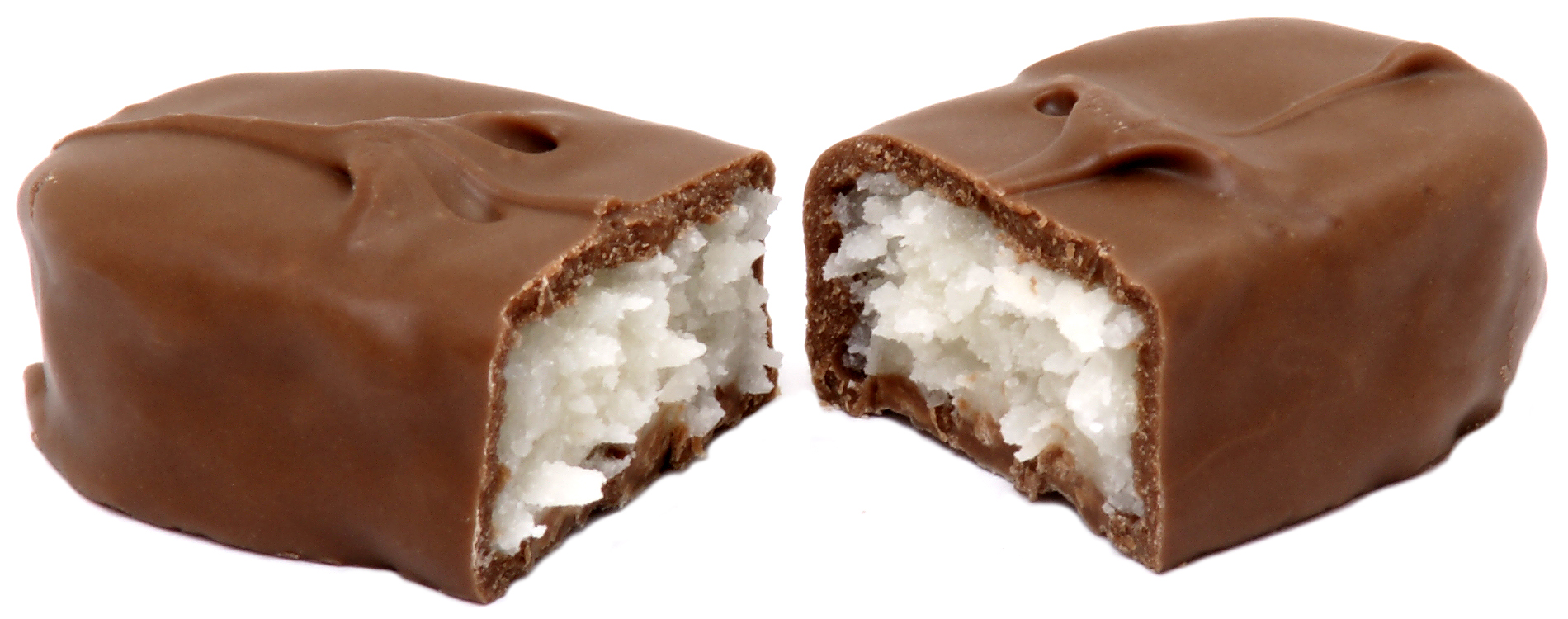
Une barre de Bounty.

Bounty (prononcé [bun.ˈti]) est à la fois, selon les contextes, une identité sociale revendiquée, soit un stéréotype ou insulte raciale visant des personnes noires et jugées par leurs paires comme ayant adopté les comportements et les représentations considérés comme typiquement blancs. 
Il s'agit dans les deux cas, d'une réaction d'appropriation d'une identité sociale au stigma causée par le racisme.
C'est une métaphore faisant référence à Bounty, une marque de barre chocolatée constituée d'une pâte de coco à l'intérieur et d'un nappage de chocolat au lait à l'extérieur, ce qui le rend « noir dehors et blanc dedans ».

## Signification
Urban Dictionary définit bounty comme « Noir parlant et agissant comme un blanc ou défendant la culture blanche contre sa propre culture. ». L'Urban Dictionary répertorie également la forme bounty en anglais britannique en 2006 avec le même sens.

## Origine
Les stéréotypes racistes dénigrants les personnes racisées contribuent à l'idée qu'être douée à l'école ou parler « bien » n'est pas normal quand on est noir, et que donc ces personnes sont forcément blanches. Ces préjugés n'ont pas été créés par les personnes racisées, qui les subissent, mais par le racisme scientifique et les idées racistes dans les sociétés.

## Appropriation sociale
Des personnes ou des groupes de personnes stigmatisées socialement peuvent choisir d'adopter et valoriser le label qui leur a été apposé, et d'en être fières,. 
L'identité noire (blackness identity) est revendiquée et valorisée par certains groupes ou individus, dans un processus d'appropriation sociale d'un label stigmatisant, ayant confiné les non blancs à des catégories socialement et historiquement vues comme inférieures dans la classification en « races ».

## Synonymes et variantes
En anglais, l'expression « Oreo » est issue d'un roman satyrique portant sur l'identité multiethique, des enfants au sein d'union mixes et se rapporte davantage aux gens vues comme appartenant à deux catégories différentes

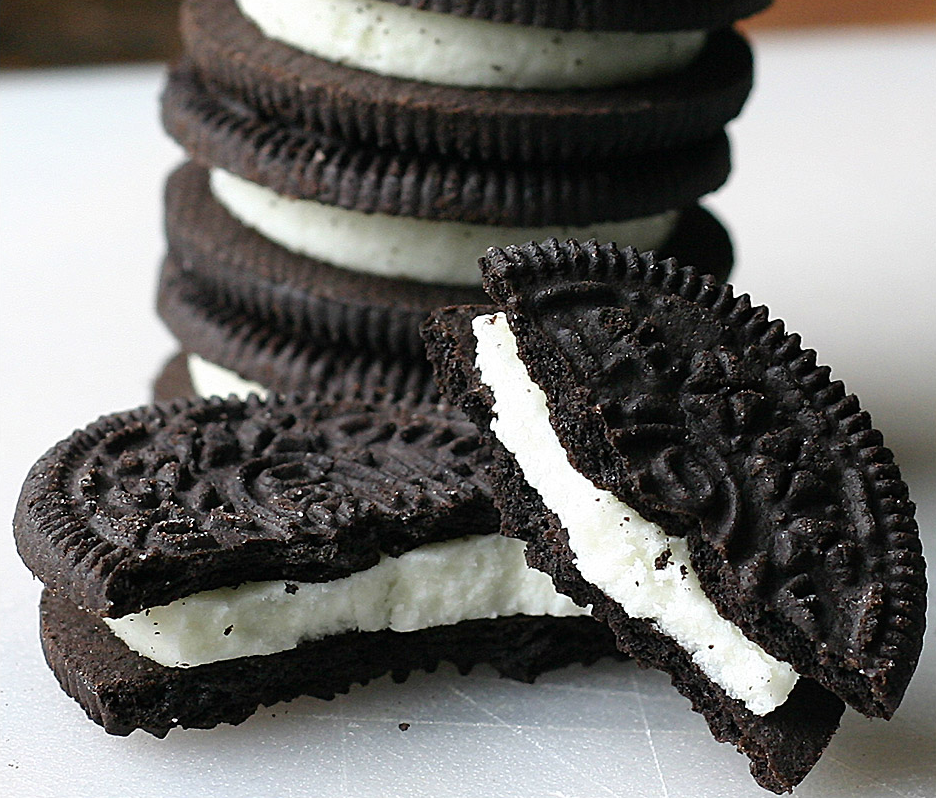
Des biscuits Oreo.

## Utilisation

### Langue française
Bounty est une expression usuelle dans les Antilles françaises, en Guyane et en métropole où sont établies des populations antillaises. Elle peut être utilisée comme insulte,, ou bien être acceptée voire revendiquée. L'écrivain français d'origine camerounaise Gaston Kelman, qui se « [pose] en représentant d'une classe moyenne noire parfaitement occidentalisée », endosse également le concept.
Le terme est attesté dans une chanson du groupe Sniper, dans son album À toute épreuve[source insuffisante]
Réalisé par Shyaka Kagamé, le film Bounty traite des préjugés raciaux ayant des implications dans le quotidien et dans les attentes que la société projette sur les individus racisés et donne comme exemple de ces clichés comment aimer le rock tout en étant noir est vu comme « bizarre »,.
En 2016, alors qu'elle est abordée dans le Dictionnaire de la zone qui s'est donné pour vocation de traiter « l'argot des banlieues », ni le Centre national de ressources textuelles et lexicales français ni la Banque de dépannage linguistique québécoise ne comptent la forme de bounty dans leur corpus,,.

### Langue anglaise
Le terme anglo-américain Oreo est similaire au terme Bounty, désignant également une personne noire qui est perçue comme agissant comme une personne blanche,, ou provenant d'un milieu familial mixte,.
L'écrivaine afro-américaine Fran Ross (en) publie en 1974 son unique roman, Oreo (en), une œuvre satirique qui raconte l’histoire d'une jeune fille, fruit de l’union d’une mère noire et d’un père juif.